# Irène de Hesse-Darmstadt
Irène de Hesse-Darmstadt, née le 11 juillet 1866 à Darmstadt et morte le 11 novembre 1953 à Hemmelmark, est la fille du grand-duc Louis IV de Hesse et de la princesse Alice du Royaume-Uni. Elle devient princesse de Prusse par son mariage avec son cousin Henri de Prusse en 1888. Comme sa sœur la tsarine de Russie Alix de Hesse-Darmstadt, Irène est porteuse du gène de l'hémophilie.

## Biographie

### Enfance

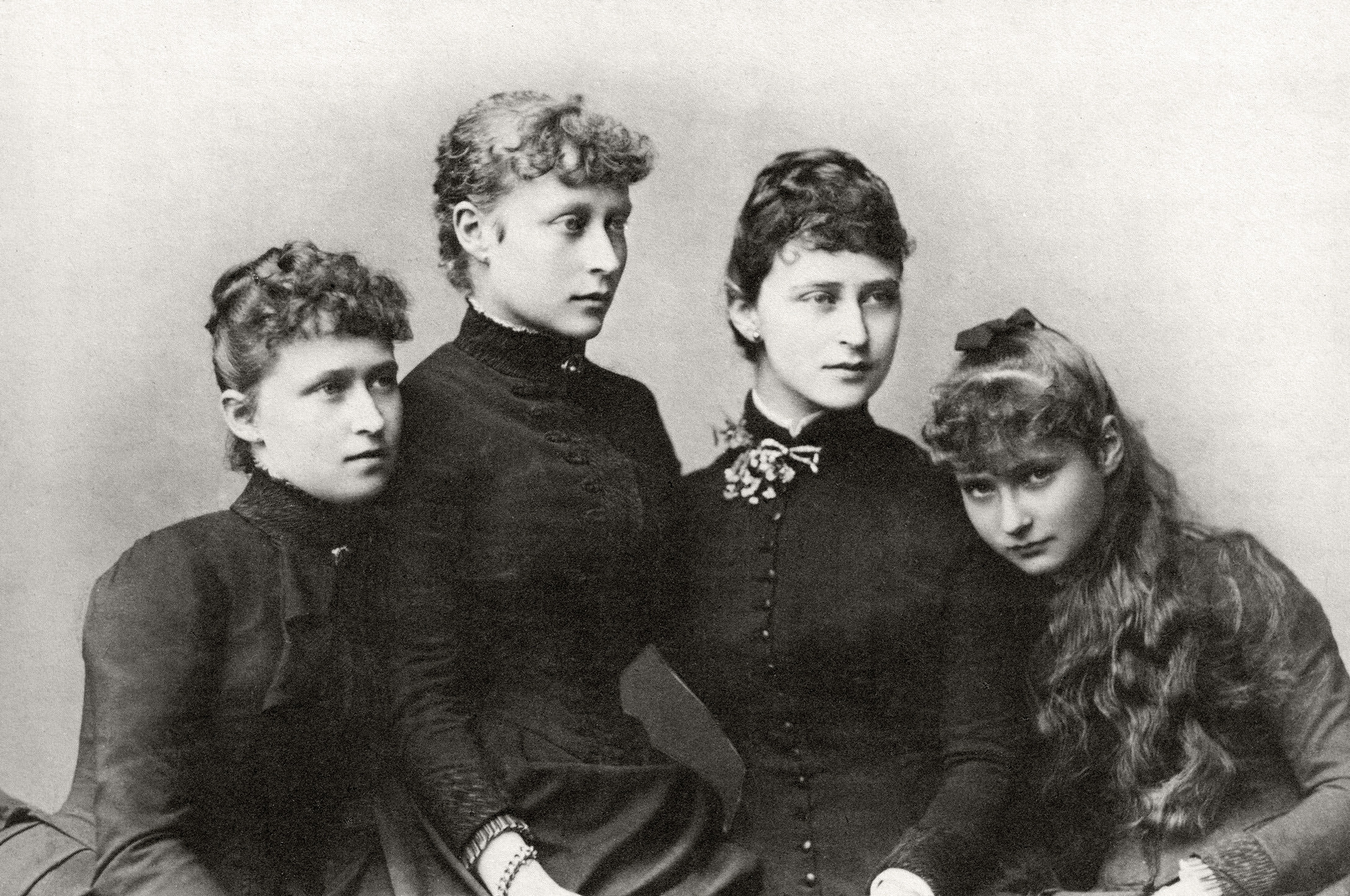
Les princesses Irène, Victoria, Élisabeth et Alix de Hesse-Darmstadt en 1885.

La princesse Irène, troisième enfant et troisième fille du prince Louis, neveu et héritier putatif du grand-duc Louis III de Hesse, et de la princesse Alice du Royaume-Uni, naît pendant l'été où la guerre austro-prussienne déchire la Confédération germanique. Son prénom, original pour une princesse allemande, signifie "paix" .
Ses grands-parents paternels sont Charles de Hesse-Darmstadt et Élisabeth de Prusse, et ses grands-parents maternels sont la reine Victoria du Royaume-Uni et Albert de Saxe-Cobourg-Gotha. Elle a deux sœurs aînées, Victoria, née en 1863, et Élisabeth, née en 1864, et quatre frères et sœurs cadets : Ernest-Louis, né en 1868, Frédéric en 1870, Alix en 1872 et Marie en 1874.
Alice considère Irène comme une enfant peu séduisante et écrit à sa sœur  Victoria que sa fille n'est "pas jolie". Irène est d'une disposition aimable et égale. La princesse Alice élève ses filles simplement. Une gouvernante anglaise veille sur la nursery, les menus sont simples, composés de gâteaux de riz et de pommes, et les petites filles sont vêtues sans ostentation. Elles apprennent les travaux domestiques, cuisinent des gâteaux, font leurs lits et nettoient leurs chambres elles-mêmes. La princesse Alice accorde une grande importance à la charité et emmène souvent ses filles visiter les hôpitaux.
La famille est dévastée en 1873 par la mort de Frédéric, surnommé "Frittie", hémophile, d'une hémorragie à la suite d'une chute. Les mois suivant sa mort, Alice emmène souvent ses enfants prier sur sa tombe.
En 1878 Irène, ses frères et sœurs à l'exception d'Élisabeth, et son père contractent la diphtérie. Sa plus jeune sœur Marie y succombe. Sa mère, épuisée après avoir veillée sur les malades, est elle aussi infectée. Sachant qu'elle risque de mourir, la  princesse Alice dicte son testament, où elle donne des instructions sur l'éducation de ses filles et la gestion du foyer. Elle meurt le 14 décembre 1878.

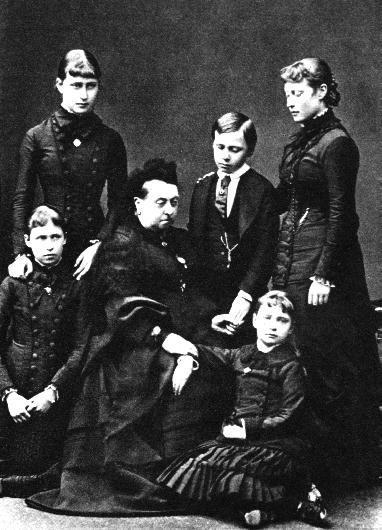
La princesse Irène, à genoux à gauche, avec la reine Victoria et, de gauche à droite, Élisabeth, Ernest-Louis, et Victoria, et, assise, Alix, en février 1879.

Après la mort d'Alice, la reine Victoria décide d'agir en mère de substitution pour ses petits-enfants. La princesse Irène et ses frères et sœurs passent leurs vacances en Angleterre, et leur grand-mère envoie des instructions à leur gouvernante concernant leur éducation et leurs tenues. Avec Alix, Irène est demoiselle d'honneur au mariage de sa tante la princesse Béatrice du Royaume-Uni avec le prince Henri de Battenberg en 1885.

### Princesse de Prusse
Le 24 mai 1888, Irène épouse son cousin le prince Henri de Prusse, second fils du Kaiser Frédéric III d'Allemagne et de la princesse royale Victoria du Royaume-Uni, en la chapelle du château de Charlottenbourg à Berlin. Le mariage déplaît à la reine Victoria car elle n'a pas été mise au courant de leur relation avant qu'ils n'aient décidés de se marier. Sa belle-mère l'apprécie beaucoup, cependant, elle est choquée quand la princesse ne dissimule pas son ventre avec une étole lors de sa première grossesse. Victoria, fascinée par la politique et l'actualité, ne parvient pas à comprendre comment font Irène et Henri pour ne jamais ouvrir un journal. Le mariage est heureux, et le couple est surnommé par leur famille "Les très aimables" grâce à leur nature avenante. Le prince étant officier de marine, le couple vit surtout à Kiel et a trois fils : 
- Waldemar (1889-1945), il épouse en 1919 la princesse Calixte de Lippe (1895-1982), sans descendance,
- Sigismond (1896-1978), il épouse en 1919 la princesse Charlotte de Saxe-Altenbourg (1899-1989), dont descendance,
- Henri (1900-1904).

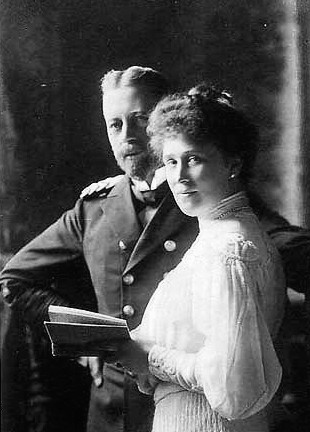
Irène et son époux en 1900.

Irène transmet le gène de l'hémophilie à son premier et à son troisième fils, Waldemar et Henri. La santé de Waldemar l'inquiète dès sa plus tendre enfance. Elle est désespérée quand Henri, âgé de quatre ans, meurt après une chute en février 1904. Six mois après la mort d'Henri, sa sœur la tsarine Alix donne naissance au tsarévitch Alexis Nikolaïevitch de Russie, lui aussi hémophile. Deux autres de ses cousines, la reine d'Espagne Victoire-Eugénie de Battenberg et la princesse Alice d'Albany, comtesse d'Athlone, donnent elles aussi naissance à des fils hémophiles.
Irène, élevée dans la stricte morale victorienne, est facilement choquée par ce qu'elle considère comme de l'immoralité. En 1884, la même année du mariage de Victoria avec le prince Louis de Battenberg, Élisabeth épouse le grand-duc Serge Alexandrovitch de Russie, et quand elle se convertit à l'orthodoxie en 1891, Irène est profondément contrariée. Elle écrit à son père qu'elle a "terriblement pleuré" en apprenant la décision de sa sœur. En 1892, son père meurt, et son frère lui succède. Deux ans plus tard, en mai 1894, Ernest-Louis est marié par la reine Victoria à sa cousine Victoria-Mélita de Saxe-Cobourg-Gotha. Lors des festivités, Alix accepte la demande en mariage du tsarévitch Nicolas, et quand le père de celui-ci meurt en novembre 1894, Irène et son époux se rendent à Saint-Pétersbourg pour assister aux funérailles et au mariage. Bien qu'elle désapprouve la conversion de deux de ses sœurs à l'orthodoxie, elle est proche de toute sa famille. En 1907, Irène aide à arranger le mariage, qui s'avèrera désastreux, de la fille adoptive d'Élisabeth, la grande-duchesse Marie Pavlovna de Russie, au prince Guillaume de Suède, duc de Södermanland. La mère de Guillaume, la reine de Suède Victoria de Bade, est une grande amie d'Irène et d'Élisabeth. La grande-duchesse Marie écrit dans ses mémoires qu'Irène a fait pression sur elle alors qu'elle avait des doutes sur le bien-fondé de ce mariage. Elle lui déclare que mettre fin aux fiançailles "tuerait" Élisabeth. En 1912, Irène soutient et réconforte Alix quand son fils manque de mourir des complications de l'hémophilie.

### Dernières années

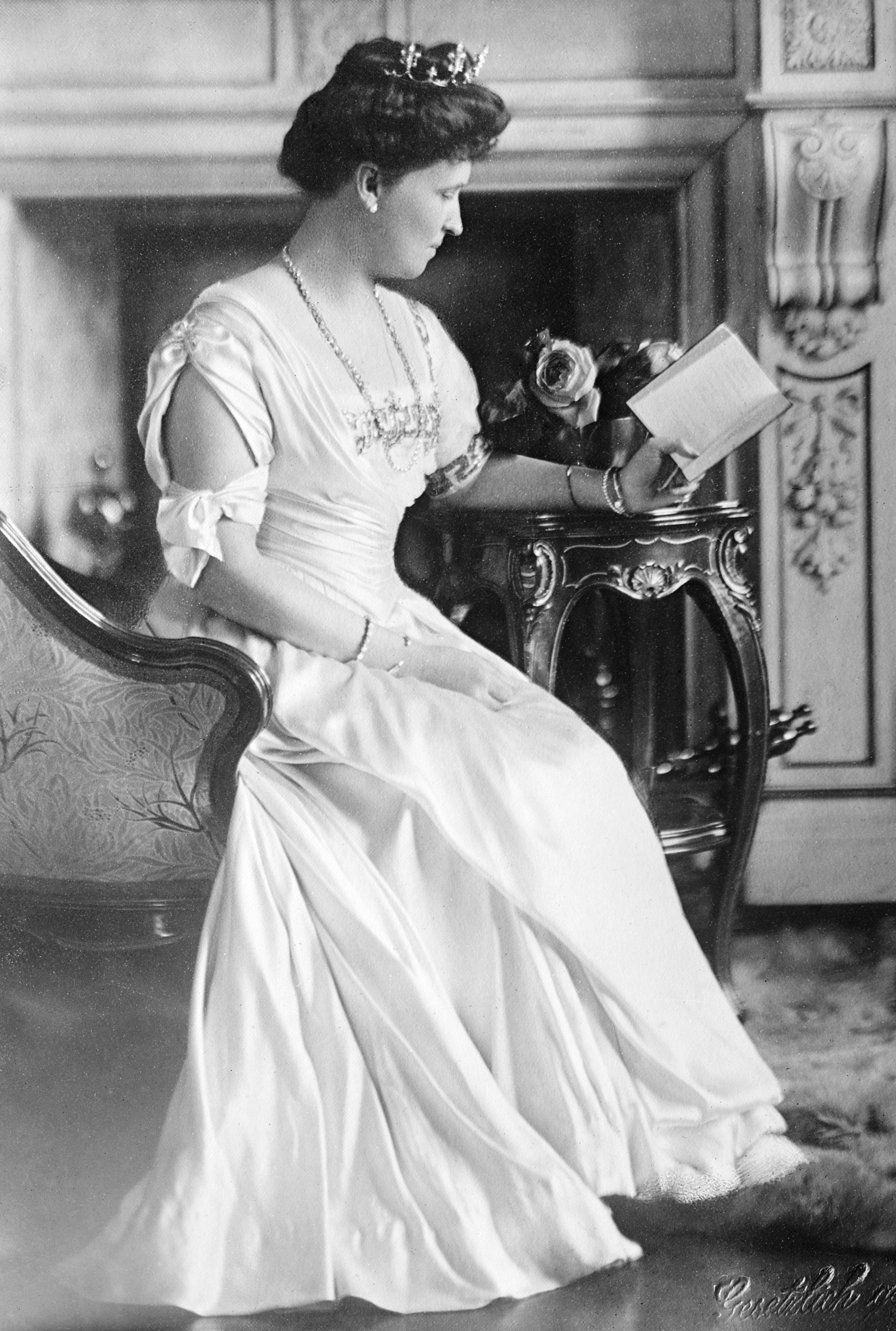
La princesse Irène en 1902.

Belle-sœur de l'empereur allemand, sœur de l'impératrice de Russie et de la marquise de Milford Haven, Irène souffre beaucoup du déchirement de sa famille pendant la Première Guerre mondiale, ainsi que de la révolution russe qui extermine deux de ses sœurs et leur famille. En 1918, la défaite de l'Allemagne entraîne la chute de la monarchie. Pendant une émeute, la princesse Irène est blessée par une balle tirée par un révolutionnaire. Réfugiée avec son mari en Bavière après la révolution berlinoise, elle y accueille sa nièce la princesse Adélaïde de Saxe-Meiningen, belle-fille du Kaiser.
Quand Anna Anderson apparaît à Berlin au début des années 1920, prétendant être la grande-duchesse Anastasia Nikolaïevna de Russie, Irène lui rend visite, mais assure qu'elle n'est pas sa nièce, qu'elle a vu pour la dernière fois en 1913. La princesse Irène n'est pas impressionnée par la jeune fille :

« J'ai vu immédiatement qu'elle ne pouvait être une de mes nièces. Même si je ne les avais pas vu depuis neuf ans, les caractéristiques fondamentales du visage ne pouvait avoir été altérées à ce point, en particulier la position des yeux et des oreilles. Au premier abord, on pouvait imaginer une ressemblance avec la grande-duchesse Tatiana. »

La grande-duchesse Olga Alexandrovna, sœur du tsar assassiné, commente la visite de la princesse Irène :

« Ce fut une visite insatisfaisante, mais les soutiens de cette femme ont raconté que la princesse Irène ne connaissait pas très bien sa nièce. »

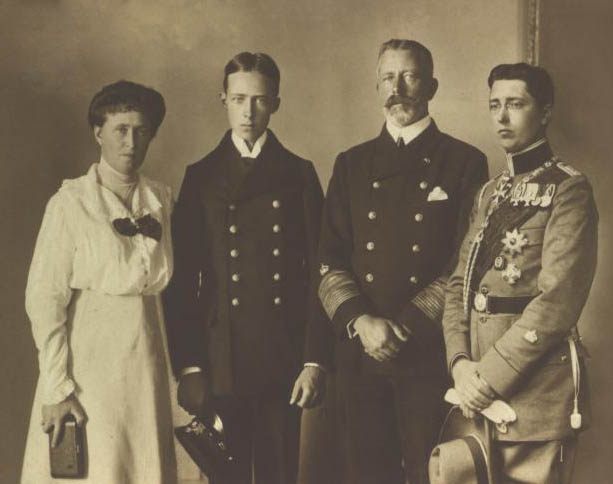
Irène, son époux et ses deux fils en 1920.

Son époux estime que la mention d'Anna Anderson contrarie trop Irène et ordonne que personne n'en parle en sa présence. Le biographe d'Anna Anderson, Peter Kurth, écrit que plusieurs années plus tard, son fils le prince Sigismond interroge Anna Anderson par un intermédiaire à propos de leur enfance, et déclare que toutes ses réponses étaient correctes.
Après que son fils ait quitté l'Allemagne pour le Costa Rica dans les années 1930, Irène adopte comme son héritière la fille de Sigismond, Barbara, née en 1920 . En 1929, Irène devient veuve et en 1945, elle perd son fils aîné. La princesse Irène meurt le 11 novembre 1953 à l'âge de 87 ans.

## Distinctions
- 21 mars 1883 : dame de l'ordre du Lion d'or
- 24 mai 1888 : dame grand-cordon de l'ordre de Sainte-Catherine
- 1900 : dame grand-cordon de l'ordre d'Élisabeth (Empire austro-hongrois)
- Dame de l'ordre de Louise, première classe
- Dame de l'ordre de Guillaume
- Médaille d'or de la Croix-Rouge, première classe (Empire allemand)
- Croix du mérite des infirmières volontaires (royaume de Bavière)
- Dame de l'ordre royal de Victoria et Albert, deuxième classe